# 马来西亚伊斯兰艺术博物馆

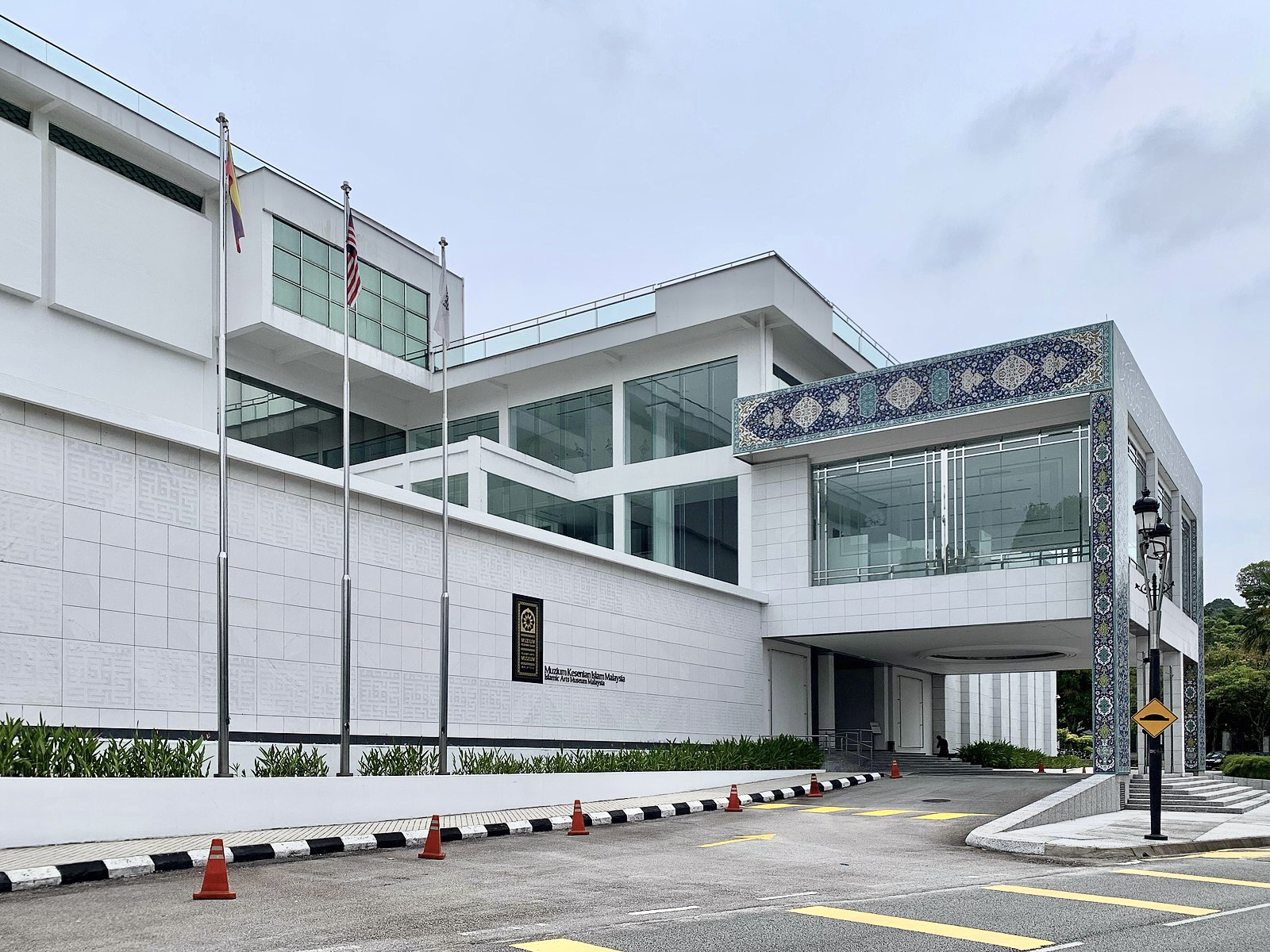
博物馆入口处

马来西亚伊斯兰艺术博物馆（英語：Islamic Arts Museum Malaysia）是位于马来西亚吉隆坡的博物馆，也是东南亚地区规模最大的伊斯兰主题博物馆，收藏超过7000件文物与艺术品。该博物馆最早于1997年由时任首相马哈迪·莫哈末提出，并于1998年12月建成开幕。
2018年12月14日，马哈迪为伊斯兰艺术博物馆20周年庆活动主持开幕。